# Acanthodelta malagasy
Acanthodelta malagasy är en fjärilsart som beskrevs av Griveaud och Pierre E.L. Viette 1981. Acanthodelta malagasy ingår i släktet Acanthodelta och familjen nattflyn. Inga underarter finns listade i Catalogue of Life.